# X Pegasi
X Pegasi är en pulserande variabel av Mira Ceti-typ i stjärnbilden Pegasus. 
Stjärnan varierar mellan magnitud +8,8 och 14,4 med en period av 201,2 dygn.